# Edison Bravo
Pour les articles homonymes, voir Bravo.
Bravo  Mansilla est un nom espagnol. Le premier nom de famille, en général paternel, est Bravo ; le second, en général maternel, souvent omis, est Mansilla.
Edison Fernando Bravo Mansilla, né le 22 février 1992 à Puerto Montt, est un coureur cycliste chilien.

## Palmarès sur route

### Par année
- 2010
  -  Champion panaméricain sur route juniors
  -  Champion du Chili du contre-la-montre juniors
  - 2e du championnat du Chili sur route juniors
- 2011
  - Trois Jours d'Álava :
    - Classement général
    - 1re et 3e étapes

  - 5e (contre-la-montre) et 6e étapes du Tour de Palencia
- 2012
  - 4e étape du Tour de Mendoza
  - 4e étape du Tour de Palencia (contre-la-montre)
- 2013
  - Tour de Tolède :
    - Classement général
    - 3e étape

  - 3e du Tour de Palencia
- 2015
  - 3e étape de l'Ascensión a los Nevados de Chillán
- 2016
  -  Champion du Chili sur route
  - 1re étape du Tour de la province de Ranco
  - Tour de la Région du Maule :
    - Classement général
    - 2e et 3e (contre-la-montre) étapes

  - 2e du Tour de la province de Ranco
- 2017
  - 3e du Tour de Chiloé
- 2019
  - 3e étape de la Vuelta de la Leche
  - 3e étape de l'Ascensión a los Nevados de Chillán
  - 2e de l'Ascensión a los Nevados de Chillán
- 2023
  - Vuelta de la Leche :
    - Classement général
    - 2e étape

  - 3e étape du Tour de Mendoza
- 2024
  - Vuelta de la Leche
  - 3e du championnat du Chili sur route

### Classements mondiaux
| Année            | 2013 | 2014 | 2015 | 2016 |
| ---------------- | ---- | ---- | ---- | ---- |
| UCI Europe Tour  | 776e |      |      |      |
| UCI America Tour |      |      | 301e | 71e  |

## Palmarès sur piste

### Championnats du monde
- Melbourne 2012
  - 11e du scratch
  - 19e de la poursuite

### Championnats panaméricains
- Mar del Plata 2012
  -  Champion panaméricain de la course aux points.
- Aguascalientes 2016
  -  Médaillé d'or de l'américaine (avec Antonio Cabrera).
  -  Médaillé de bronze de la poursuite individuelle.
  -  Médaillé de bronze de la poursuite par équipes (avec Antonio Cabrera, Nicolás González (en) et Diego Ferreyra).